# Championnat de Bolivie de football 1984
Navigation
Saison précédente Saison suivante
La saison 1984 du Championnat de Bolivie de football est la dixième édition du championnat de première division en Bolivie. Le championnat se dispute en trois phases :
- les quatorze équipes jouent les unes contre les autres deux fois, à domicile et à l'extérieur, au sein d'une poule unique. Les huit premiers se qualifient pour la deuxième phase. Deux clubs sont relégués et remplacés par les trois meilleurs clubs de deuxième division, afin de faire passer le championnat à quinze équipes.
- lors de la deuxième phase, les huit clubs sont répartis en deux groupes, où chaque équipe joue à nouveau deux fois contre leurs adversaires.  Les deux premiers de chaque groupe obtiennent leur billet pour la troisième phase.
- la phase finale est jouée sous forme de coupe, avec demi-finales et finales jouées en matchs aller et retour.

C'est Club Blooming qui remporte la compétition après avoir battu en finale nationale le double tenant du titre, Bolivar La Paz. C'est le tout premier titre de champion de l'histoire du club.

## Qualifications continentales
Le champion se qualifie pour la phase de groupes de la Copa Libertadores 1985, tout comme le club classé en tête à l'issue de la première phase.

## Les clubs participants
| - Jorge Wilstermann Cochabamba - Deportivo Municipal La Paz - Aurora Cochabamba - San José Oruro - Oriente Petrolero - Bolivar La Paz - Real Santa Cruz | - Primeiro de Mayo Potosi - Club Chaco Petrolero - Club Deportivo Guabirá - Club Blooming - The Strongest La Paz - Petrolero Cochabamba - Magisterio Sucre - Promu de Primera B |

## Compétition

### Classement
Le barème utilisé pour établir le classement est le suivant :
- Victoire : 2 points
- Match nul : 1 point
- Défaite : 0 point

| Rang | Équipe                       | Pts | J  | G  | N  | P  | Bp | Bc | Diff |
| ---- | ---------------------------- | --- | -- | -- | -- | -- | -- | -- | ---- |
| 1    | Oriente Petrolero            | 40  | 26 | 17 | 6  | 3  | 59 | 26 | +33  |
| 2    | Bolivar La PazT              | 39  | 26 | 17 | 5  | 4  | 71 | 22 | +49  |
| 3    | Club Blooming                | 38  | 26 | 17 | 4  | 5  | 62 | 28 | +34  |
| 4    | Jorge Wilstermann Cochabamba | 34  | 26 | 15 | 4  | 7  | 54 | 31 | +23  |
| 5    | The Strongest La Paz         | 32  | 26 | 13 | 6  | 7  | 59 | 35 | +24  |
| 6    | Petrolero Cochabamba         | 29  | 26 | 11 | 7  | 8  | 33 | 36 | -3   |
| 7    | Club Chaco Petrolero         | 24  | 26 | 10 | 4  | 12 | 42 | 48 | -6   |
| 8    | San José Oruro               | 23  | 26 | 6  | 11 | 9  | 43 | 43 | 0    |
| 9    | Real Santa Cruz              | 22  | 26 | 9  | 4  | 13 | 34 | 40 | -6   |
| 10   | Aurora Cochabamba            | 21  | 26 | 6  | 9  | 11 | 35 | 42 | -7   |
| 11   | Club Deportivo Guabirá       | 20  | 26 | 8  | 4  | 14 | 35 | 58 | -23  |
| 12   | Deportivo Municipal La Paz   | 15  | 26 | 6  | 3  | 17 | 24 | 55 | -31  |
| 13   | Magisterio SucreP            | 15  | 26 | 5  | 5  | 16 | 35 | 77 | -42  |
| 14   | Primero de Mayo Potosi       | 12  | 26 | 3  | 6  | 17 | 22 | 67 | -45  |

|  | Qualification pour la Copa Libertadores 1985 et la deuxième phase |
|  | Qualification pour la deuxième phase                              |
|  | Relégation directe en deuxième division                           |
|  | T: Tenant du titre P: Promu de Primera B                          |

- Les critères de relégation ne sont pas précisés.

### Deuxième phase
| Rang | Équipe                       | Pts | J | G | N | P | Bp | Bc | Diff |
| ---- | ---------------------------- | --- | - | - | - | - | -- | -- | ---- |
| 1    | The Strongest La Paz         | 8   | 6 | 3 | 2 | 1 | 14 | 6  | +8   |
| 2    | Oriente Petrolero            | 8   | 6 | 3 | 2 | 1 | 8  | 5  | +3   |
| 3    | Jorge Wilstermann Cochabamba | 7   | 6 | 3 | 1 | 2 | 8  | 6  | +2   |
| 4    | San José Oruro               | 1   | 6 | 0 | 1 | 5 | 7  | 20 | -13  |

| Rang | Équipe               | Pts | J | G | N | P | Bp | Bc | Diff |
| ---- | -------------------- | --- | - | - | - | - | -- | -- | ---- |
| 1    | Bolivar La PazT      | 10  | 6 | 5 | 0 | 1 | 24 | 5  | +19  |
| 2    | Club Blooming        | 8   | 6 | 4 | 0 | 2 | 17 | 5  | +12  |
| 3    | Petrolero Cochamba   | 5   | 6 | 2 | 1 | 3 | 5  | 14 | -9   |
| 4    | Club Chaco Petrolero | 1   | 6 | 0 | 1 | 5 | 1  | 23 | -22  |

### Phase finale
Demi-finales :
| Équipe 1       | Résultat | Équipe 2             | Aller | Retour |
| -------------- | -------- | -------------------- | ----- | ------ |
| Club Blooming  | 4 - 2    | The Strongest La Paz | 2 - 0 | 2 - 2  |
| Bolivar La Paz | 5 - 2    | Oriente Petrolero    | 4 - 0 | 1 - 2  |

Finale :
| Équipe 1      | Résultat | Équipe 2       | Aller | Retour | Appui |
| ------------- | -------- | -------------- | ----- | ------ | ----- |
| Club Blooming | 8 - 10   | Bolivar La Paz | 4 - 3 | 3 - 6  | 1 - 1 |

- Le titre est décerné à Club Blooming selon des critères inconnus.

## Bilan de la saison
| Championnat de Bolivie de football 1984 |                                 |
| Champion                                | Club Blooming (1er titre)       |
| Qualifications continentales            |                                 |
| Copa Libertadores 1985                  | Club Blooming                   |
| Copa Libertadores 1985                  | Oriente Petrolero               |
| Promotions et relégations               |                                 |
| Promus en Primera A                     | Ciclón Tarija                   |
| Promus en Primera A                     | Wilstermann Cooperativas Potosi |
| Promus en Primera A                     | Destroyers Santa Cruz           |
| Relégués en Primera B                   | Club Deportivo Guabirá          |
| Relégués en Primera B                   | Primero de Mayo Potosi          |